# Leucochrysa lancala
Leucochrysa lancala är en insektsart som först beskrevs av Banks 1944.  Leucochrysa lancala ingår i släktet Leucochrysa och familjen guldögonsländor. Utöver nominatformen finns också underarten L. l. plenota.